# Овон
Чан Сыно́п (кор. 장승업?, 張承業?, 1843—1897), более известен под псевдонимом Ово́н (кор. 오원?, 吾園?) — корейский художник эпохи династии Чосон.

## Жизнь и творчество
Будучи круглым сиротой, Чан Сыноп воспитывался в чужой семье, где и научился рисованию. Возможность развивать свой талант и больше заниматься живописью появилась у него в 20-летнем возрасте, когда он получил место при хозяйстве аристократа Ли Ынхо́на (кор. 이응헌?, 李應憲?). Получив признание своего таланта, художник получил официальное место придворного живописца и почётное звание при корейском королевском дворе.
О признание художника на высоком государственном уровне свидетельствует тот факт, что в 1896 году две работы Овона были преподнесены в качестве дипломатического дара по случаю восшествия на престол императора Николая II. Оба подаренных свитка сейчас находятся в коллекции Оружейной палаты Московского Кремля, и относятся к жанру «живопись людей и предметов». Один из их иллюстрирует посещением философом Лао-цзы заставы Ханьгу, другой повествует о жизни китайского поэта Ли Бо. 
Работы Овона разнообразны по своему содержанию — это пейзажи, изображения животных, портреты, изображения цветов, жанровые сценки. В 2002 году на Каннском кинофестивале был представлен художественный фильм корейского режиссёра Им Квон Тхэка «Штрихи огня» (кор. 취화선?, 醉畫仙?), повествующий о драматической жизни мастера Овона. Фильм завоевал приз за лучшую режиссуру.
Наряду с такими работавшими ранее художниками, как Танвоном и Хевоном, Овон входит в триаду лучших живописцев Кореи XVIII—XIX столетий — Три Вона.